# Velika Slevica
Velika Slevica – wieś w Słowenii, w gminie Velike Lašče. W 2018 roku liczyła 61 mieszkańców.